# Норт Хајландс (Калифорнија)
Норт Хајландс (енгл. North Highlands) насељено је место без административног статуса у америчкој савезној држави Калифорнија.

## Демографија
По попису из 2010. године број становника је 42.694, што је 1.493 (-3,4%) становника мање него 2000. године.
| Група             | 2000.          | 2010.          |
| Белци             | 27.177 (61,5%) | 23.211 (54,4%) |
| Афроамериканци    | 4.920 (11,1%)  | 4.883 (11,4%)  |
| Азијати           | 2.515 (5,7%)   | 2.067 (4,8%)   |
| Хиспаноамериканци | 6.695 (15,2%)  | 10.077 (23,6%) |
| Укупно            | 44.187         | 42.694         |